# Bartesaghi (cognome)
Bartesaghi è un cognome di lingua italiana.

## Varianti
Bartezaghi, Bartezzaghi.

## Origine e diffusione
Cognome tipicamente lombardo, è presente prevalentemente nel comasco e bergamasco.
Potrebbe derivare dal toponimo Barzago, risultando quindi variante di Barzaghi, oppure essere semanticamente affine al cognome Bartoli.

## Persone
- Davide Bartesaghi – calciatore italiano
- Ugo Bartesaghi – politico italiano

- Alessandro Bartezzaghi - enigmista italiano
- Piero Bartezzaghi - enigmista italiano
- Stefano Bartezzaghi – giornalista, scrittore e semiologo italiano.